# Catedral de Pisa
A Catedral de Pisa (em italiano: Duomo di Pisa), dedicada à Virgem Maria, é um templo católico da Itália, localizado na cidade de Pisa. É a sede da Arquidiocese de Pisa e o maior exemplo do estilo Românico toscano. Faz parte do complexo arquitetônico da Piazza dei Miracoli, declarado Patrimônio da Humanidade pela UNESCO.

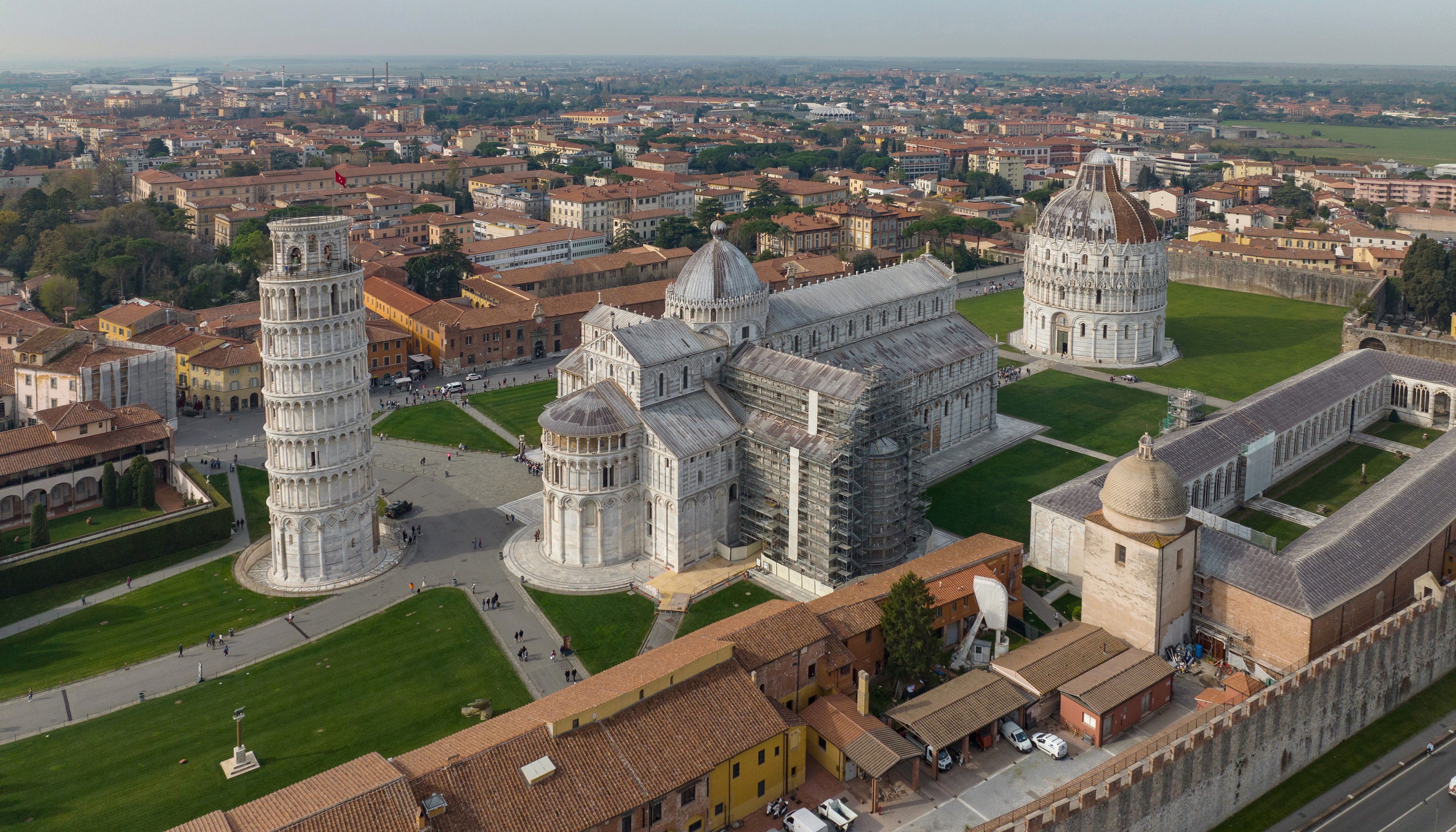
Praça da Catedral, Pisa, Itália

A Catedral de Pisa, com a famosíssima Torre pendente e o batistério.

## História
A catedral foi idealizada pelo arquiteto de origem grega Buscheto, numa época em que a cidade era uma república independente e uma das potências italianas. A construção iniciou em 1064, sobre a catedral preexistente datada de 1006. Com o esgotamento do orçamento previsto, em 1095 as obras foram paralisadas; contudo, continuaram em virtude de uma doação do imperador bizantino. A consagração do edifício foi realizada em 1118 pelo papa Gelásio II.
Pouco tempo depois a planta foi ampliada pelo arquiteto Rainaldo, que desenhou a atual fachada. realizada sob a supervisão dos escultores Guglielmo e Biduino. Em 1595 a catedral incendiou, sendo em seguida restaurada e reformada, recebendo suas portas de bronze, criadas pela oficina de Giambologna. A partir de 1700 o interior do templo começou a ser redecorado com novas pinturas e relevos, financiados por uma associação de cidadãos pisanos. No século XIX as esculturas originais da fachada foram removidas para o Museo dell'Opera del Duomo e substituídas por réplicas.
Durante a Segunda Guerra Mundial na campanha da Itália, a Força Expedicionária Brasileira durante uma missa na catedral com a imagem de Nossa Senhora Aparecida, cantavam o hino brasileiro quando se rompeu um forte bombardeio aéreo perpetrado por forças do Eixo. O evento se tornou conhecido pelo fato que os soldados se recusaram a interromper o hino nacional mesmo diante das explosões e continuaram cantando-o até o final.

## O edifício

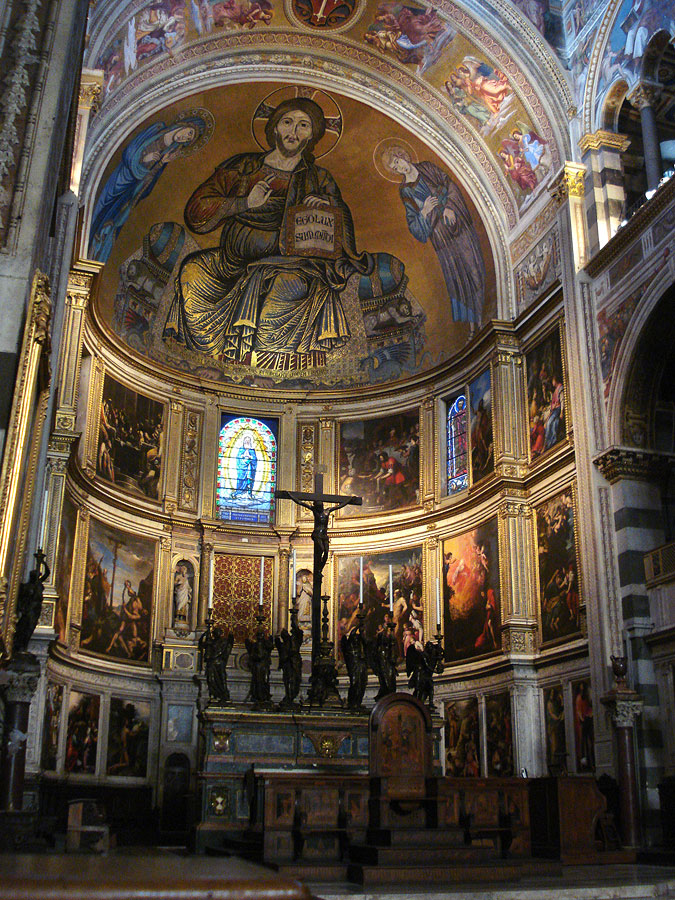
Vista da capela-mor, com o mosaico do Cristo Pantocrator

O edifício tem uma planta basilical modificada pela adição de um transepto, resultando num desenho de cruz latina, com cinco naves e uma abside. Seu estilo Românico incorporou elementos de tradições árabes, lombardas, bizantinas e clássicas, configurando a versão toscana do estilo. De fato, o resultado foi uma novidade em seu tempo, não sendo conhecidos exemplos similares anteriores. Vasari disse que ela se tornou imediatamente uma influência na arquitetura da Itália e em especial da Toscana, desencadeando o desejo em muitos lugares de se conseguirem resultados semelhantes.
O pé-direito no interior é mais elevado do que nas basílicas tradicionais graças à criação de galerias no segundo piso. As paredes são construídas com faixas alternadas de mármore branco e negro, e sobre o transepto foi instalada uma original cúpula em forma de elipse, afrescada por dentro com uma cena da Virgem na glória com santos, pintada por Orazio e Girolamo Riminaldi entre 1627 e 1631. O teto tem um forro em madeira talhada e dourada, datado do século XVII, obra dos escultores Domenico e Bartolomeo Atticciati.
Os 27 quadros que cobrem a capela-mor atrás do altar principal, retratando episódios do Antigo Testamento e cenas cristológicas, datam dos séculos XVI e XVII, realizados pelos maiores pintores da Toscana, incluindo Andrea del Sarto, Il Sodoma e Domenico Beccafumi. A catedral também preserva precioso acervo de aparatos litúrgicos do século XVII, incluindo o crucifixo de bronze sobre o altar-mor, anjos tocheiros de Giambologna, e um grande cibório de prata projetado por Giovan Battista Foggini no altar da Capela do Santíssimo Sacramento. Em muitos altares laterais se exibem pinturas do século XVI de pintores famosos. São particularmente veneradas a imagem da Madonna do século XIII, atribuída a Berlinghiero Berlinghieri, e a urna contendo os restos mortais de São Ranieri, o santo padroeiro da cidade.
Entre as obras medievais que sobreviveram ao incêndio estão:
- A Porta de São Ranieri, feita por volta de 1180 por Bonanno Pisano e decorada com painéis com histórias do Novo Testamento;
- O grande mosaico no interior da cúpula da abside, figurando o Cristo Pantocrator entre a Virgem e São João Evangelista, cujo rosto foi elaborado por Cimabue;
- Um notável púlpito gótico de Giovanni Pisano;
- O afresco sobre o arco do cruzeiro com uma cena de Maria com o Menino Jesus, do Mestre de San Torpè, sob o qual, no chão, sobrevivem fragmentos do piso original em opus sectile e opus alexandrinum do século XII;
- Fragmentos da tumba do imperador Henrique VII, de Tino di Camaino.